# Scot Gemmill
Scotland "Scot" Gemmill (født 2. januar 1971 i Paisley, Skotland) er en tidligere skotsk fodboldspiller, der spillede som midtbanespiller. Han var på klubplan primært tilknyttet Nottingham Forest og Everton i England. Han blev desuden noteret for 26 kampe og én scoring for Skotlands landshold, som han repræsenterede ved EM i 1996 og VM i 1998.